# Ngerngesang
Ngerngesang (auch: Gaiakasan, Garakasan, Ngarakesou, Ngarakosou, Ngargeso) ist ein Ort im administrativen Staat Ngchesar auf der Insel Babeldaob in Palau.

## Geographie
Der Ort liegt an der Ostküste, zwischen Ngersuul im Süden und Ngerkesou im Norden.
Im Ort befindet sich die Ngchesar Evangelical Church.

## Klima
Das Klima ist tropisch heiß, wird jedoch von ständig wehenden Winden gemäßigt. Ebenso wie die anderen Orte von Palau wird Ngerngesang gelegentlich von Zyklonen heimgesucht.